# Setostylus bellulus
Setostylus bellulus är en tvåvingeart som först beskrevs av Samuel Wendell Williston  1900.  Setostylus bellulus ingår i släktet Setostylus och familjen platthornsmyggor. Inga underarter finns listade i Catalogue of Life.